# 障子貼る
障子貼る（しょうじはる）は仲秋の季語。夏の間涼をとるためにはずして物置などに蔵ってあった障子を出し、敷居に嵌める前に紙を変える事。普通、紙を貼った重ね目に埃が溜まらないように、下から上へ貼っていく。米などで適当な濃さに作った糊を盆などに調え、刷毛で桟に塗り、障子幅に切った和紙を一気に貼る。毎年貼替えずに、倹約して破れた一枚だけを切貼りしたり、穴のあいたところは花の形に切った紙などで塞いだりもする。
- 傍題 — 障子の貼替え

## 例句
- 障子貼って月のなき夜のしづかなり　久保田万太郎
- 大寺に障子はる日の猫子猫　三好達治